# Ferrovia Kashima Rinkai
La Ferrovia Kashima Rinkai (鹿島臨海鉄道?), abbreviato in KRT, è un operatore ferroviario del terzo settore che gestisce attività ferroviarie di merci e passeggeri nella prefettura di Ibaraki. La sede centrale è nella città di Ōarai.

## Storia
La società è stata fondata il 1° aprile 1969 con investimenti delle Ferrovie Nazionali Giapponesi, della Prefettura di Ibaraki e di aziende operanti nella zona con lo scopo principale di trasportare prodotti e materie prime dalla zona industriale del lungomare di Kashima. Il 12 novembre 1970, la compagnia aprì la linea solo merci tra Kita-Kashima (ora stazione dello stadio di Kashima) e Okunoyahama. Su richiesta del Governo, la società ha iniziato a trasportare il carburante per l'aviazione all'aeroporto internazionale di New Tokyo (ora Aeroporto Internazionale di Narita) dal 2 marzo 1978 al 6 agosto 1983, mentre le operazioni di trasporto passeggeri sono state effettuate dal 25 luglio 1978 al 30 novembre 1983.
Nel 1984, la società ha rilevato la linea tra le stazioni di Mito e Kita-Kashima delle Ferrovie Nazionali Giapponesi (ora JR East), da tempo in costruzione, sulla linea Kashima, e ne ha riavviato il servizio passeggeri come linea Ōarai-Kashima.

## Linee ferroviarie
La compagnia gestisce due linee:
- Linea Ōarai-Kashima (大洗鹿島線?): Stadio di Kashima - Mito (53,0 km, 15 stazioni)
- Linea Kashima Rinkō (linea merci) (鹿島臨港線?): Stadio di Kashima - Terminal merci di Okunoyahama (19,2 km, 4 stazioni)

## Materiale rotabile
L'azienda possiede automotrici e locomotive diesel. Ad aprile 2024, ci sono 14 treni diesel di due tipi e tre locomotive diesel in due tipi:

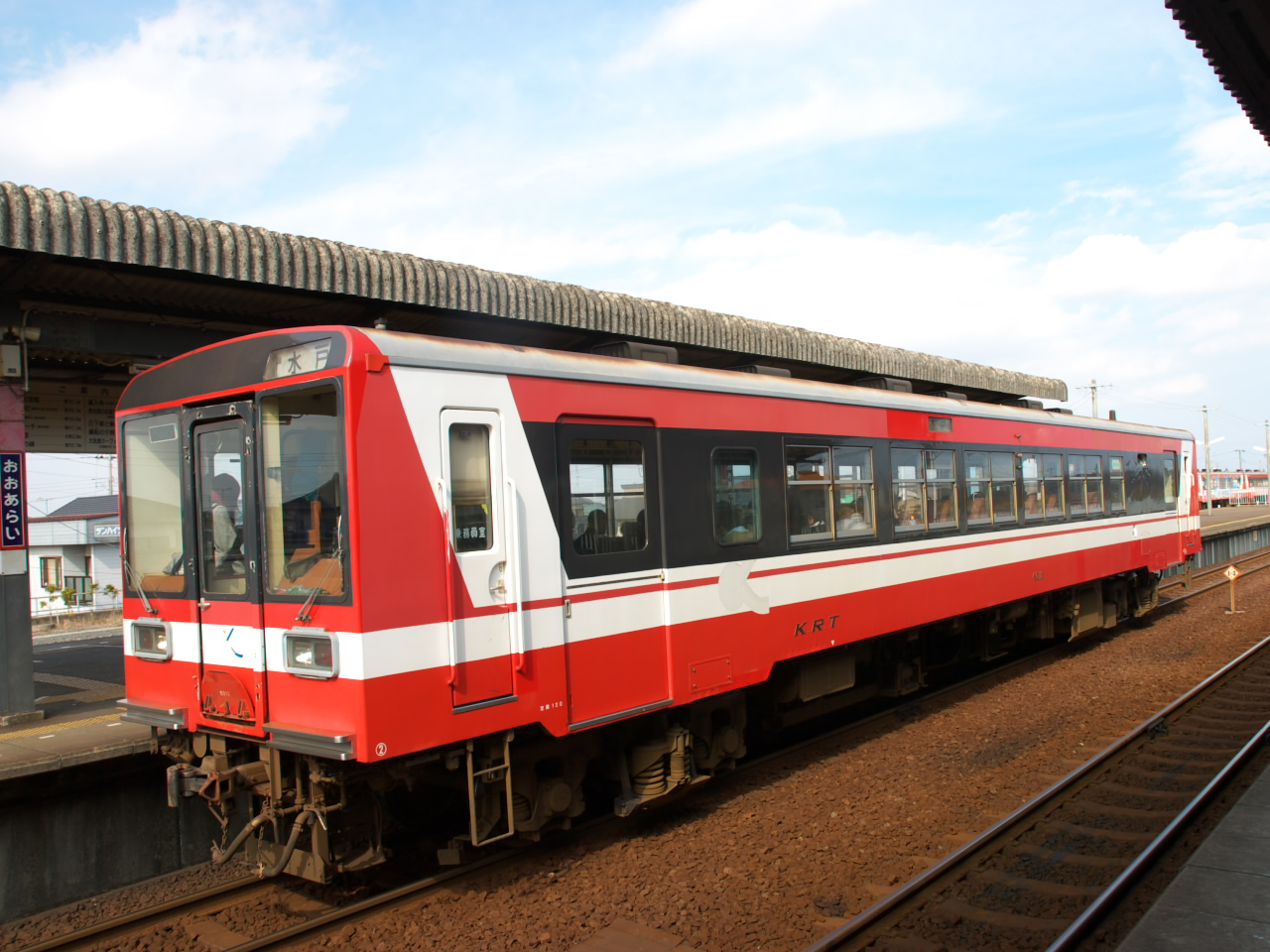
KTR Serie 6000
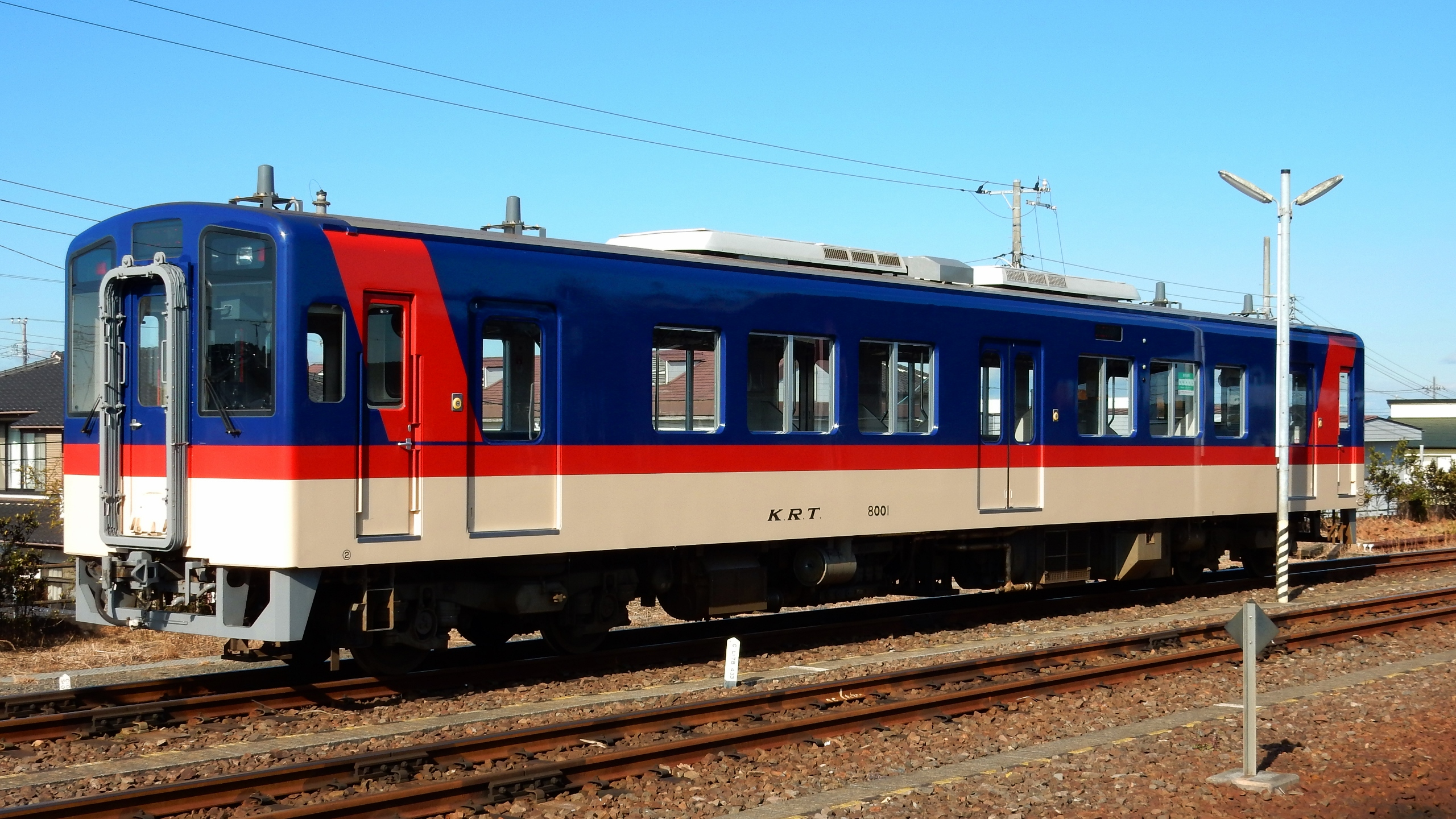
KTR Serie 8000
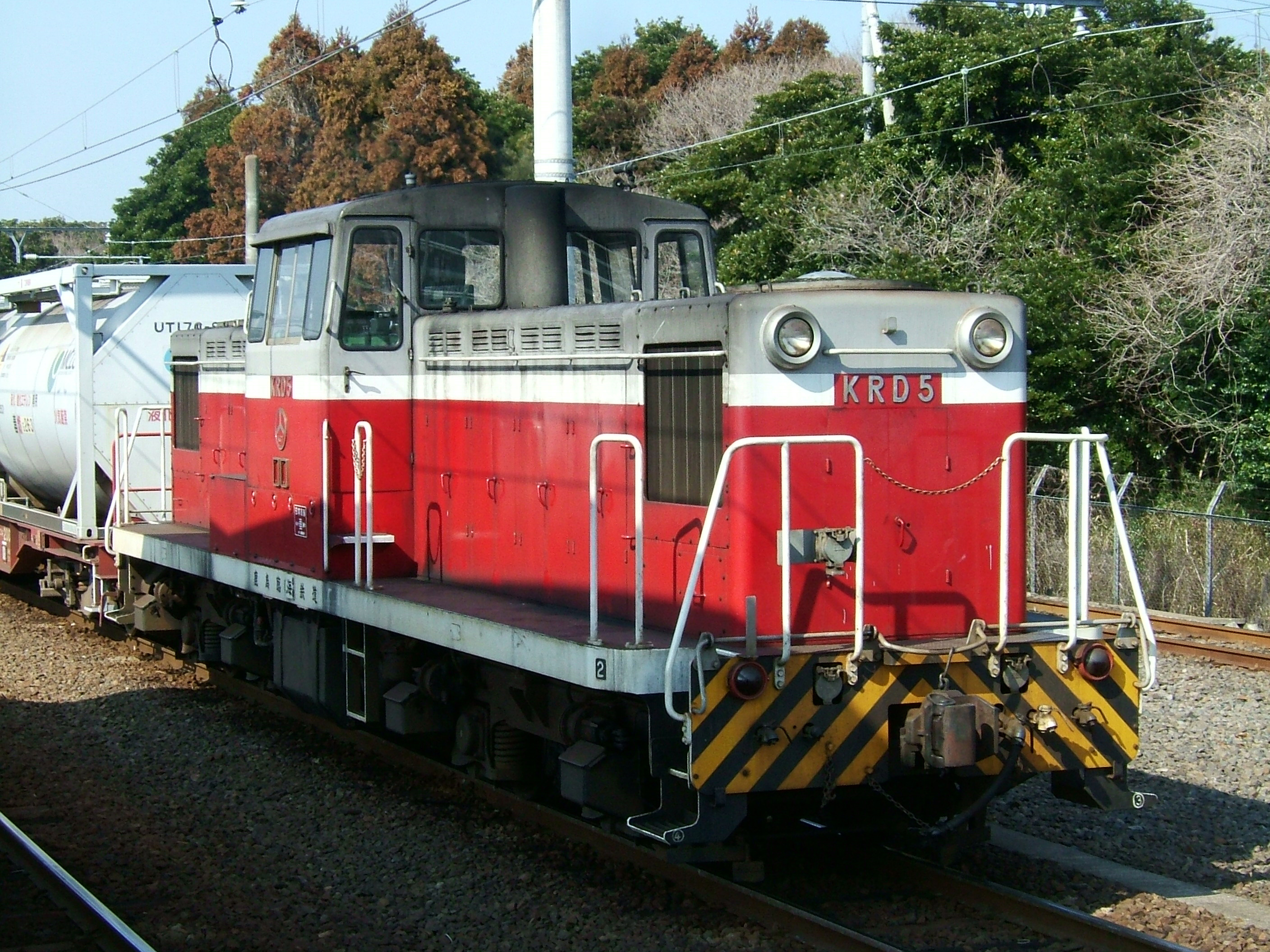
Serie KRD5
- Serie KRD64

- KTR Serie 6000
- KTR Serie 8000
- Locomotive KRD5